# Lükhaón
Lükhaón (Kr. e. 3. század) görög szobrász. 
Gnosszoszból származott, és leginkább bronzszobrokat készített. Vergilius tesz említést róla az Aeneis kilencedik énekében.